# Évaux-et-Ménil

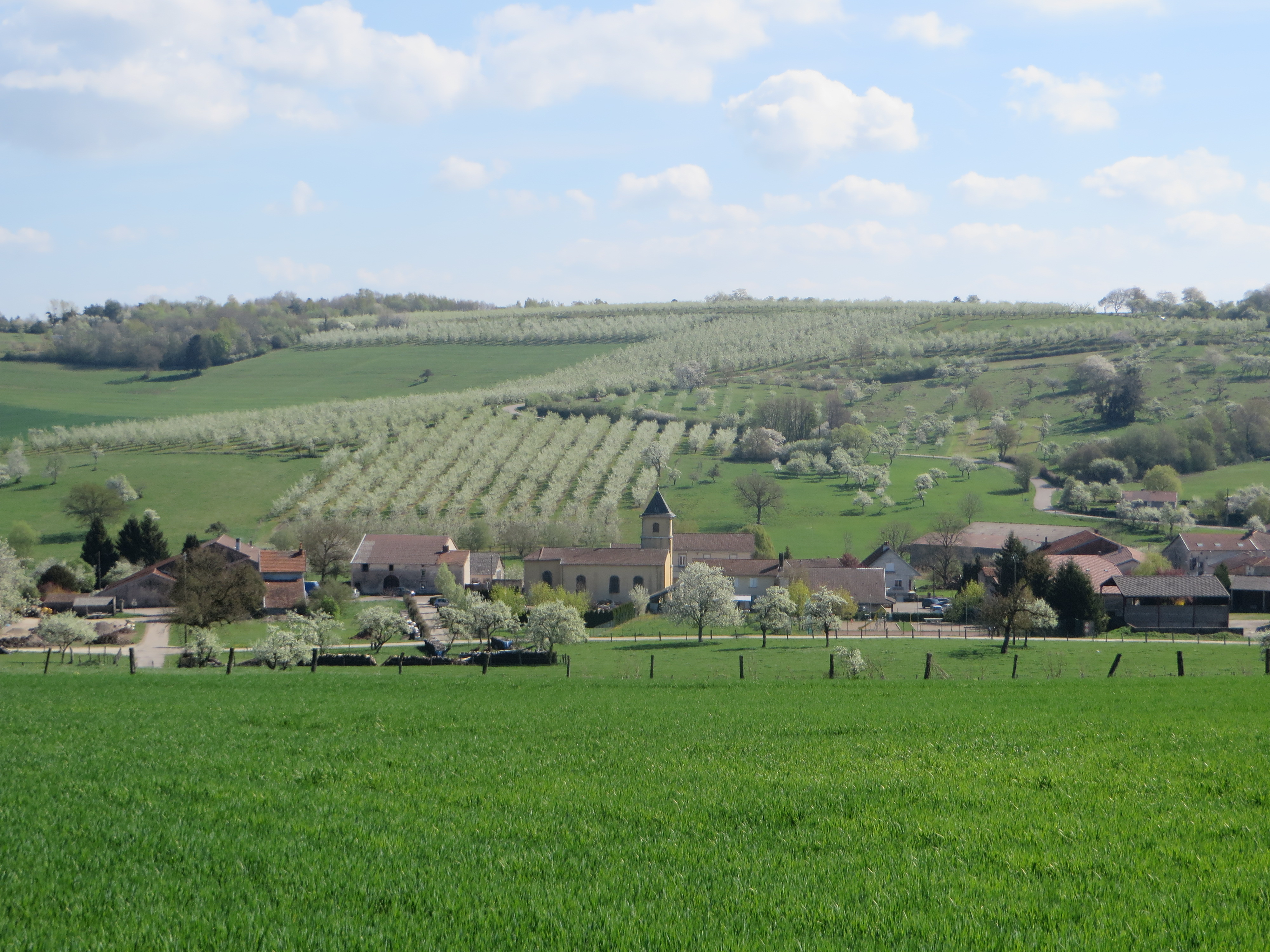
Évaux-et-Ménil

'Évaux-et-Ménil is een gemeente in het Franse departement Vosges (regio Grand Est) en telt 253 inwoners (1999). De plaats maakt deel uit van het arrondissement Épinal.

## Geografie
De oppervlakte van Évaux-et-Ménil bedraagt 5,0 km², de bevolkingsdichtheid is 50,6 inwoners per km².
De onderstaande kaart toont de ligging van Évaux-et-Ménil met de belangrijkste infrastructuur en aangrenzende gemeenten.

## Demografie
Onderstaande figuur toont het verloop van het inwonertal (bron: INSEE-tellingen).